# Barbora Seidlová

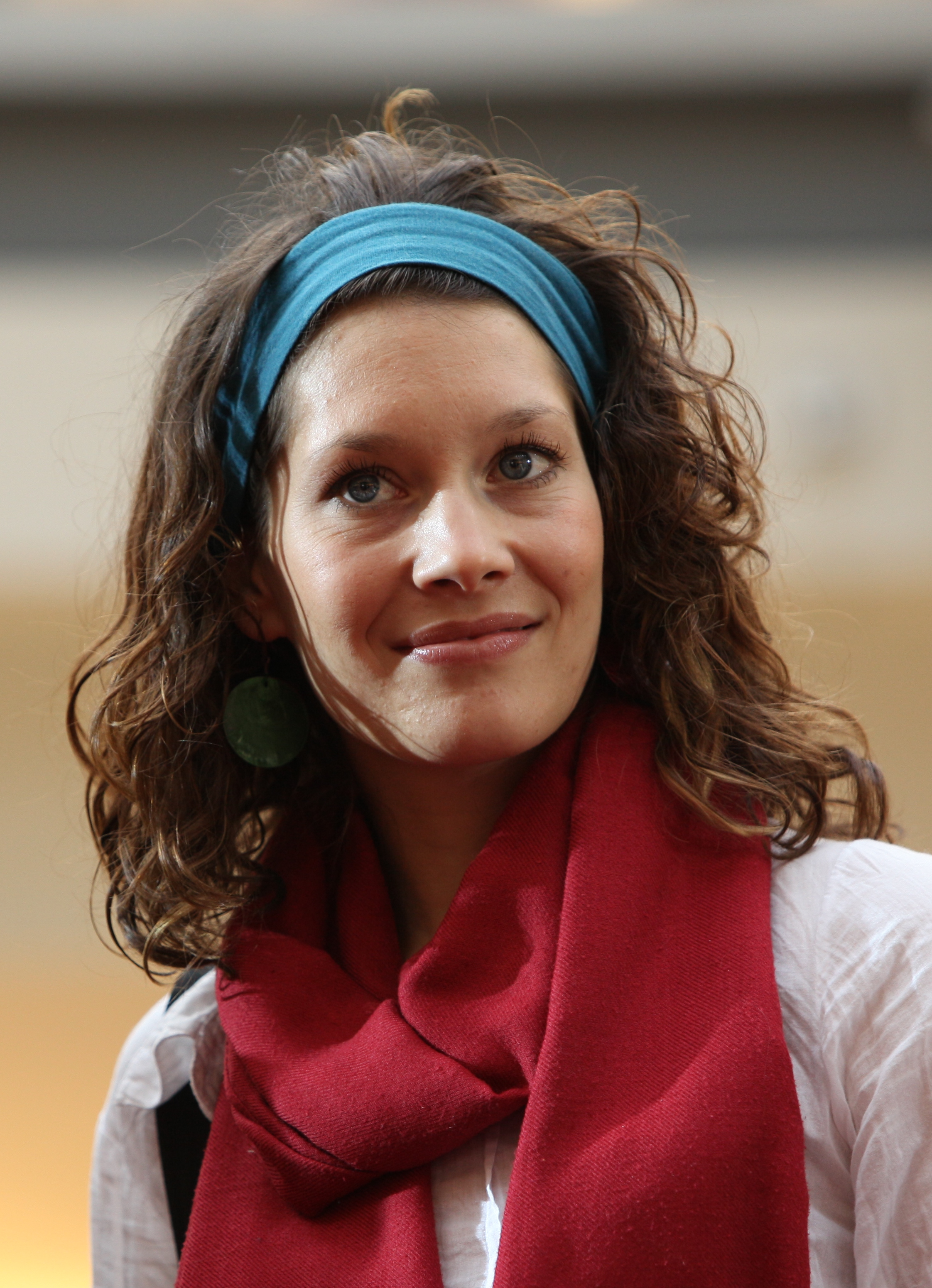
Barbora Seidlová (2009)

Barbora Seidlová (* 23. Mai 1981 in Mikulov, Tschechoslowakei) ist eine tschechische Schauspielerin.

## Leben
Barbora Seidlová studierte Schauspiel am Konservatorium in Brünn und an der Theaterfakultät der Akademie der Musischen Künste in Prag (DAMU). Anschließend spielte sie Theater. Ihr Schauspieldebüt, welches gleichzeitig ihr Leinwanddebüt war, hatte sie 1997 in dem von Karel Smyczek inszenierten Familienfilm Lotrando und die schöne Zubejda. Als Hauptdarstellerin spielte sie die Figur der Zubejda an der Seite von Jiří Strach, Marián Labuda und Pavel Zedníček.

## Filmografie (Auswahl)
- 1997: Lotrando und die schöne Zubejda (Lotrando a Zubejda)
- 1998: Stříbrný a ryšavec
- 2001: Nelásky
- 2003: Stín viny
- 2004: Bolero
- 2009: Zemský ráj to napohled
- 2011: Odcházení
- 2020: Havel